# François Fagel (1543-1587)
François Fagel (omstreeks 1543 - begraven Amsterdam, 2 oktober 1587) was schepen van Brugge en koopman te Antwerpen en Amsterdam.

## Biografie
Fagel werd vermoedelijk geboren te Lokeren en woonde in 1567 te Nieuwkerke, in 1570 te Antwerpen terwijl hij in 1581 en 1582 schepen van Brugge was. Hij was in Brugge klerk of griffier van de weeskamer en werd in september 1582 voor Brugge afgevaardigd naar de Statenvergadering van Antwerpen. In 1584 werd hij uit al zijn ambten ontzet en uit Brugge verbannen nadat de stad door Karel van Croÿ, prins van Chimay en stadhouder van Vlaanderen, aan de Spanjaarden was overgeleverd. Daarna vestigde Fagel zich als koopman te Antwerpen en in 1585 te Amsterdam waar hij twee jaar later overleed.
Fagel trouwde eerst met Johanna Bolle, uit welk huwelijk een dochter Sara die op haar achttiende overleed en een dochter Abigaël (1567-1637) die trouwde met de raadsheer en president van het Hof van Holland dr. Nicolaes Cromhout (een van de rechters van Johan van Oldenbarnevelt). Fagel hertrouwde in 1577 met Agnes (Agneta) Poignet (1555-1589) uit welk huwelijk een zoon François Fagel (1585-1644) en de achterlijke Jacques (†1634).
Fagel was de stamvader van het belangrijke Noord-Nederlandse regentengeslacht Fagel.